# Décès en avril 1932
Décès
- 1928
- 1929
- 1930
- 1931
- 1932
- 1933
- 1934
- 1935
- 1936

Pour une information complémentaire, voir la page d'aide.

| Date     | Nom               | Pays                   | Activités                                   | Âge | Source |
| -------- | ----------------- | ---------------------- | ------------------------------------------- | --- | ------ |
| 17 avril | Julius Neubronner | Drapeau de l'Allemagne | Apothicaire et inventeur allemand.          | 80  |        |
| 17 avril | William Redmond   | Drapeau de l'Irlande   | Homme politique britannique puis irlandais. | 46  |        |